# 未確認生物一覧
未確認生物一覧（みかくにんせいぶついちらん）では、未確認動物（日本ではUMA（ユーマ、Unidentified Mysterious Animals の略）と呼称される）とされる動物の一覧を記載する。

## 水棲系
- アイダハル
- アッシー（芦ノ湖）
- アビサルレインボーガー
- アルカリ・レイク・モンスター
- アルタマハ・ハ
- アルラ・ホエール（英語版）
- イゴポゴ（英語版）
- イッシー
- イヘ・タヴィリ [1]
- イリアムナ湖の怪物（英語版）
- インカニヤンバ
- ウィッピー
- ウィニポゴ
- ウィラタック
- ヴェモラモ
- ウォリー
- ウマウナギ
- ウモッカ
- エイアフラハ [1]
- エディー (未確認生物)（江戸川）
- エメラ・ントゥカ
- オーストラリアン・ネッシー
- オクラホマ・オクトパス
- オゴポゴ
- オラン・イカン
- オル・スレイヴィ
- ガクラト
- カッシー（中国新疆ウイグル自治区カナス湖、大分県日田市の花月川）
- カバゴン
- ガンボ (未確認生物)（スペイン語版）
- キャディ（キャドボロサウルス[2]。)
- キャンベイアイランドモンスター（スペイン語版）
- キングスティ
- クジュラ
- クッシー
- グロブスター
- ケープコッド・クリーチャー
- 魚男（英語版）
- シーサーペント（大海蛇）
- シーモンク（英語版）
- ジジョーリクジラ（英語版）
- シャーリー (未確認動物)（英語版）
- ジャノ（ヴァン湖の怪獣）
- シュテラーズ・シーエイプ（英語版）
- ストーウェオーユーエ
- ストロンゼイ・モンスター
- セルマ
- セント・オーガスティンの怪物（英語版）
- タートル湖の怪物（英語版）
- タキタロウ
- タホ・テッシー（英語版）
- チェシー（英語版）
- チャイニーズ・ネッシー（テンシー）
- チャンネル・クリーチャー
- チャンプ
- チリブロブ（英語版）
- ツッキー
- ディープスター4000フィッシュ[3]
- テティス湖の怪物（英語版）
- ドアル・クー
- トクシー
- トッシー（洞爺湖）
- トランコ
- ナウエリート（パタゴニアのプレシオサウルス、南米版ネッシー）
- ナバウ（ナブー）
- ナピス
- ナミタロウ
- ナメクジヘビ
- 南極ゴジラ
- ナンタケット島のブロブ（英語版）
- ニャミニャミ
- ニューネッシー
- ニンキナンカ
- ニンゲン
- ニンポー
- ネスキー
- ネッキー
- ネッシー
- ハーキンマ
- ハイール湖の怪物
- ハッシー（岐阜県羽島市の長良川）
- ハママツ・モンスター（静岡県浜松市）
- バミューダブロブ（英語版）
- ヒッシー（日比谷公園の池）
- ファーベアリングトラウト（英語版）
- ファヤ・ナーガ（英語版）
- ブラッキー
- フラットヘッド湖の怪物
- ブルネイ川の怪物
- ブループ
- ブロスノー・ドラゴン（英語版）
- ブロック・ネス・モンスター
- ベアー・レイク・モンスター（英語版）
- ベッシー (未確認動物)（英語版）
- ペピー (未確認動物)
- セントヘレナのマナティー
- ボウネッシー（フランス語版）
- ホラディラ
- マイポリナ
- 摩周湖の巨大ザリガニ（マッシー）
- マーレイ湖の怪物
- マッキー (未確認動物)（英語版）
- マックセルキー（英語版）
- マニポゴ
- マムランボ（英語版）
- ミゴー
- ムーシー（英語版）
- ムカデクジラ
- ムビエル・ムビエル・ムビエル
- メンフレ（英語版）
- モケーレ・ムベンベ（モケレ・ムベンベ）
- モッシー
- モハモハ
- モラグ
- 有機体46-B
- ラーガルフリョゥトルムリン
- ラウ (未確認生物)
- ラスカ (未確認動物)（英語版）
- ラリオサウロ（英語版）
- リーン・モンスター
- 龍魚
- レイ (未確認生物)

## 人間・類人猿型
- en:Am Fear Liath Mòr
- アゴグウェ（英語版）
- アモモンゴ（英語版）
- アルマス
- イースタンピューマ（英語版）
- イエティ
- イエロートップ
- 伊香保温泉獣人
- ウクマール
- エブゴゴ（英語版）
- オハイオ・グラスマン（英語版）
- オラン・ガダン
- オラン・ダラム（英語版）
- オラン・ペンデク
- オンバス
- カクンダカリ
- ガタゴン
- カラノロ
- コーラカンバ（英語版）
- ジェングロット
- シャグモンキー（英語版）
- ジュンマ
- スカンクエイプ（スカンク・エイプ）
- チュチュンヤ
- チョーチョー（チョウチョウ）
- ヅォン・ドゥー
- 吊り目巨人（英語版）
- トヨール
- ナヴィダットの野人（英語版）
- ニッタエウォ
- ヌークルック（ラテン語版）
- バトゥトゥ（スペイン語版）
- バヒア・ビースト
- バルマノウ（英語版）
- ビーマン (未確認動物)（英語版）
- ビッグ・グレイマン
- ビッグフット（サスクヮッチ、サスカッチ、バッツカッチ）
- ヒツジ男
- ヒバゴン
- ヒマラヤ原人
- フォークモンスター（英語版）
- ブキッ・ティマ・モンキーマン（英語版）
- フラットウッズ・モンスター
- ホモ・ガルダレンシス（英語版）
- マエロ（英語版）
- マピングアリ
- マンデバルング（英語版）
- ミズーリのモンスター（英語版）
- ミネソタ・アイスマン(ミネソタの氷人)
- モーハウ（英語版）
- モゴロンモンスター（英語版）
- モノス（モノス・グランデ）
- モンキーマン
- 野人（イエレン）
- 雪男
- ヨーウィ（ヨーウィー）
- ライオンイーター
- ルーマニアの獣人
- ワイルドマン（ヴィルダーマン、ウォーモセルバティコ）
- グラスマン
- アタカマ・ヒューマノイド ※2018年に正体が判明した

## 哺乳類型
- アジュー (未確認動物)（英語版）
- アフール（フランス語版）
- イギリス・ビッグ・キャット（英語版）
- イノゴン
- ヴァイトレク
- ヴァッソコ
- ヴェオ（未確認動物）（スペイン語版）
- ウチャリア
- エイリアン・ビッグ・キャット（モギィー、ABC）
- ビースト・オブ・エクスムーア（英語版）
- エネディタイガー（フランス語版）
- エルメンドルフの獣（英語版）
- オンザ（英語版）
- オザーク・ハウラー（英語版）
- 火星のプレーリードッグ
- ガゼカ（英語版）
- ガッシングラム
- ギプスランド・ファントム・キャット（英語版）
- キャビット
- キング・チーター（未確認動物）
- クイーンズランド・タイガー（英語版）
- クッティング・ヴォア（英語版）
- グッニ (未確認動物)（中国語版）
- ケラスキャット（英語版）
- ゲクフ
- ゴーストディアー（英語版）
- ザンジバル島の豹（英語版）
- ジャージー・デビル
- ジェヴォーダンの獣
- ジャイアント・カンガルー
- ジャッカロープ（ツノウサギ）
- シュンカワラキン（ポーランド語版）
- ジョン・アーウィンズ・ウォートンステートフォレスト・モンスター[4]
- スクヴェイダー
- スケルトンドッグ
- 翼猫
- ビースト・オブ・ディーン（英語版）
- ディンゴネク（英語版）
- ナンディ・ベア（英語版）（ケモシット、チュミセット、ゲテイト）
- パンテーラ・チグリス・スーダンシス（英語版）
- ピグミーゾウ（英語版）
- ビルマのグレイワイルドドッグ（中国語版）
- ファントム・カンガルー（英語版）
- ブラック・ショック（英語版）
- ビースト・オブ・ブランデンボロ（英語版）
- ブルー・ドッグ
- ビースト・オブ・ブレイロード（英語版）
- ベアウルフ
- ポゲヤン（英語版）
- ビースト・オブ・ボドミン（英語版）
- マクファーレンズ・ベア
- マルチーズ・タイガー
- マロジー（英語版）
- 水ライオン
- ムングワ（フランス語版）
- ヤマピカリャー
- レッドエレファント
- ワイトレケ（英語版）
- ワヒーラ（ドイツ語版）
- ワンプス・キャット（英語版）
- en:Tapire-iauara

## 爬虫類・両生類型
- 毛むくじゃらのウナギ（スペイン語版）
- アリカ・モンスター
- エクスプローディング・スネーク
- エメラ・ントゥカ（フランス語版）
- クミリザード（英語版）
- グローツラング
- クロスウィックモンスター
- ゴウロウ
- サンドドラゴン
- ジャイアントアナコンダ（イタリア語版）
- シルワネ・マッツィ
- スクリジュ・ギガンテ（ポーランド語版）
- ソーイーアリゲーター
- 多足蛇
- タッツェルブルム
- チェルフェ（英語版）
- チペクウェ
- ツチノコ
- 剣山の大蛇
- トリニティ・アルプス・ジャイアントサラマンダー（中国語版）
- ビースト・オブ・バスコ（英語版）
- フープ・スネーク（英語版）
- フライング・スネーク
- ブル (伝説の生き物)（英語版）
- ブルンジョア
- ベヒル（ベーヒアル）
- マハンバ（中国語版）
- ムフル（スペイン語版）

## 半獣半人型
- ウラユリ（英語版）
- オウルマン（フクロウ男）
- オラン・バッチ
- ゴートマン（ヒツジ男）
- シグビン（英語版）
- ティクバラン（英語版）
- ドッグマン（犬男）
- ピッグマン（ブタ男）
- フアイチヴォ
- フロッグマン（カエル男）
- ミシガン・ドッグマン（英語版）
- ムカデ怪獣
- モスマン（ガ男）
- リザードマン（トカゲ男）
- レイク・ワース・モンスター（英語版）

## 空中・空で目撃されたもの
- アスワング
- アフール
- オリチアウ（スペイン語版）
- オヨ・フリオ
- クロフォーズビル・モンスター
- コンガマトー
- サポドラク[5][6]
- サンダーバード
- ジーナ・フォイロ
- スカイフィッシュ ※近年正体が判明した
- チックチャーニー（英語版）
- デビルバード（英語版）
- バッツカッチ
- ビッグバード
- フライング・ヒューマノイド
- ポポバワ（英語版）
- マンタマン
- ローペン（デーモン・フライヤー）

## その他
- アルターゴゾ・エルバッキー・ムニューダー
- 印旛沼の怪獣
- ウォルパーティンガー（英語版）
- ウムドレビ（英語版）
- ウルフウーマン
- エルベドルチェ（英語版）
- エンフィールドモンスター（英語版）
- ガス人間
- ケサランパサラン
- サンドワーム
- シャドーピープル
- ジローナのグノーム（スペイン語版）
- スペース・クリッター
- セト・アニマル（英語版）
- タギュア・タギュア・ラグーン
- チバ・フー・フィー（中国語版）
- チュパカブラ
- ドーバーデーモン（ドーバー・デーモン）
- ナイトクローラー
- 二タゴン
- バウォコジ
- ハカワイ（英語版）
- パナマ・クリーチャー（英語版）
- ハニー・スワンプ・モンスター（英語版）
- バンイップ（バニップ）
- ビンゾリー
- プーカッカ・ペーシ
- フェアサム・クリッター（英語版）
- プクウェジー（英語版）
- フライング・ワーム
- ブラクストンビースト
- ポウカイ（英語版）
- ポゥプリックモンスター（英語版）
- ホダッグ（英語版）
- マツドドン
- マッドガッサー
- マラウイ・テラー・ビースト
- ミステリークラウド
- ミステリーゴート
- ミステリアス・タートル
- ミッシー
- ミニョコン
- ムノチュワ
- メテペック・モンスター
- メネフネ
- モンゴリアン・デス・ワーム
- モントークモンスター
- ヤ=テ=ベオ
- ライト・ビーイング
- リアルプレデター
- ンゴウボウ（スペイン語版）
- XYZ-1（ウォーデッヒキサウェ、ウォーデッヒ）